# マウロ・ロサレス
マウロ・ロサレス（Mauro Damián Rosales, 1981年2月24日 - ）はアルゼンチン・コルドバ州ビジャ・マリア出身の元同国代表サッカー選手。ポジションはフォワード。
南米の選手らしく、小刻みなドリブルで右サイドを掛け上がりチャンスを演出する。テクニックを生かして相手ディフェンダーの裏へ抜けるプレーも持ち味だが、利き足とは逆の左足の精度に不安を残している。

## 経歴

### クラブ
ニューウェルズ・オールドボーイズでキャリアをスタートさせる。2004年にエールディヴィジのアヤックス・アムステルダムに移籍。リーグ戦60試合以上に出場し4つのタイトルを獲得した。2007年1月に、母国のCAリーベル・プレートへ移籍した。
2011年3月18日、MLSのシアトル・サウンダーズFCに加入することが発表された。移籍初年度に26試合出場5ゴールの成績を収め、アシスト数はリーグ3位となるとともにクラブ新記録となる13を記録するなど活躍し、このシーズンのMLS年間最優秀新人賞を受賞した。2013年12月11日、トリスタン・ボーウェンとのトレードでクラブ・デポルティボ・チーヴァス・USAに移籍した。2014年8月21日、ナイジェル・レオ＝コーカーとのトレードでバンクーバー・ホワイトキャップスに移籍した。取引内容はMLSの規則とクラブの方針により非公表。同年12月16日、契約の延長が発表された。
2016年2月16日、FCダラスに移籍した。

### 代表
2004年のアテネオリンピックで金メダルを獲得した男子サッカーアルゼンチン代表の一人。

## タイトル

### クラブ
アヤックス
- KNVBカップ : 2005-06, 2006-07
- ヨハン・クライフ・スハール : 2005, 2007

リーベル・プレート
- プリメーラ・ディビシオン : 2007-08C

シアトル・サウンダーズ
- USオープンカップ : 2011

### 代表
U-20アルゼンチン代表
- FIFAワールドユース選手権 : 2001

U-23アルゼンチン代表
- オリンピックサッカー : 2004

### 個人
- MLS年間最優秀新人賞 : 2011